# Willi Ule
Willi Ule, auch Wilhelm Ule (* 9. Mai 1861 in Halle (Saale); † 13. Februar 1940 in Rostock) war ein deutscher Geograph und Limnologe.

## Leben
Willi Ule war Sohn des Naturforschers Otto Ule und dessen Ehefrau Marie, geb. Strecker. Er besuchte bis 1882 das Stadtgymnasium in Halle an der Saale. Danach studierte er in Halle und Berlin die Fächer Geographie und Mathematik. 1888 erlangte er die Promotion zum Dr. phil. an der Universität Halle mit dem Thema Die Mansfelder Seen. Im folgenden Jahr wurde er zum Privatdozenten für Erdkunde an der Universität Halle ernannt, nachdem er seine Habilitation mit dem Thema Die Tiefenverhältnisse der Masurischen Seen erhielt. 1889 wurde er Geschäftsführer an der Deutschen Akademie der Naturforscher Leopoldina, die ihren Sitz ebenfalls in Halle an der Saale hatte.
1907 wechselte er mit der Berufung zum außerordentlichen Professor an die Universität Rostock. Als man 1911 dort das Geographische Institut gründete, wurde die Geographie dort zur Fachdisziplin. 1911 begleitete er die Zweite Deutsche Antarktisexpedition bis nach Pernambuco und bereiste Südamerika. 1914 reiste er nach Indien und Ceylon.
Im April 1933 emeritierte er. Am 1. März 1936 nahm ihn die Leopoldina als Mitglied auf.
Als Herausgeber der Zeitschriften Geographische Arbeiten und der Mitteilungen der geographischen Gesellschaft zu Rostock konnte er seine Fachkenntnisse einbringen. Von 1897 bis 1900 fungierte Ule als Herausgeber der lange führenden populärwissenschaftlichen Zeitschrift in Deutschland, Die Natur, die sein Vater 1852 mitbegründet hatte. Ule gilt als Begründer der Landeskunde von Mecklenburg.

## Schriften (Auswahl)
- Geschichte der Kaiserlichen Leopoldinisch-Carolinischen deutschen Akademie der Naturforscher während der Jahre 1852–1887. Mit einem Rückblick auf die frühere Zeit ihres Bestehens im Auftrage des Präsidenten, Herrn Geheimen Rathes Professors Dr. Hermann Knoblauch verfasst. Halle 1889.
- Die Tiefenverhältnisse der Masurischen Seen. Berlin 1890.
- Die Mansfelder Seeen und die Vorgänge an denselben im Jahre 1892. Eisleben 1893.
- Zur Hydrographie der Saale. Stuttgart 1896.
- Falbs Theorien im Lichte der Wissenschaft. Berlin 1897.
- Beitrag zur physikalischen Erforschung der baltischen Seen. Stuttgart 1898.
- Grundriss der allgemeinen Erdkunde. Leipzig 1900.
- Atlas. Leipzig 1901.
- Der Würmsee (Starnbergersee) in Oberbayern. Eine limnologische Studie. Leipzig 1901.
- Die Aufgabe geographischer Forschung an Flüssen. Wien 1902.
- Niederschlag und Abfluss in Mitteleuropa. Stuttgart 1903.
- Studien am Ammersee in Oberbayern. München 1906.
- Bodengestalt und Gewässer. Halle 1907.
- Heimatkunde des Saalkreises, einschliesslich des Stadtkreises Halle und des Mansfelder Seekreises. Halle 1909.
- Darwins Bedeutung in der Geographie. Wien 1909.
- Lehrbuch der Erdkunde für höhere Schulen. Leipzig 1909.
- Geographie von Mecklenburg. Stuttgart 1909.
- mit Alfred Kirchhoff: Darwinismus angewandt auf Völker und Staaten. Leipzig 1910.
- Das Deutsche Reich – eine geographische Landeskunde. Leipzig 1915.
- Physiogeographie des Süsswassers: Grundwasser, Quellen, Flüsse, Seen. Leipzig 1925.
- Quer durch Süd-Amerika. Lübeck 1925.
- Die wirtschaftsgeographischen Verhältnisse Mecklenburgs. Rostock 1927.
- Europa, Afrika. Stuttgart 1928.
- Die Erde und ihre Völker – ein geographisches Hausbuch. Stuttgart 1928.
- Asien, Australien und die Südseeinseln, Amerika, die Polarländer. Stuttgart 1928.
- La tierra y sus pobladores – traducida de la ultima edicion alemana por Antonio Calero Barcelo. Barcelona 1929.
- Mecklenburg. Bielefeld 1930.
- Grundriss der allgemeinen Erdkunde. Stuttgart 1931.